# Manakot
Manakot (en népalais : मानाकोट) est un comité de développement villageois du Népal situé dans le district de Bajura. Au recensement de 2011, il comptait 2 688 habitants.